# Позориште Јелисејских поља
Позориште Јелисејских поља (француски изговор: , фр.Théâtre des Champs-Élysées) је место за извођачке уметности и популарна извођења, које се налази у авенији Монтењ 15 у Паризу. Налази се у близини Јелисејских поља, по којој је и носи име. Његова истоимена главна сала може да прими до 1.905 људи, док мања сала може да прими 601 особу, односно 230 људи.
По наруџбини Габријела Аструка, позориште је грађено од 1911. до 1913. по нацртима браће Огиста Переа и Гистава Переа према шеми Хенрија ван де Велдеа и постало је први пример архитектуре у стилу ар декоа у граду. Мање од два месеца након отварања, Театар је био домаћин светске премијере Обред пролећа Руског балета, што је изазвало један од најпознатијих побуна публика у историји класичне музике.
Тренутно позориште приказује око три опере годишње, углавном барокна или камерна дела која више одговарају скромној величини његове сценске и просторка за оркестар. Такође има важну концертну сезону. То је матична локација Националног оркестра Француске и Оркестра Ламуру, а служи и као француска база за Бечку филхармонију.

## Архитектура
Позориште је изграђено од армираног бетона и има правоугаоне форме, праве линије и декорацију причвршћену споља на плоче од мермера и штукатуре, што је радикално одступање од стила сецесије, и за то време шокантно једноставног изгледа.
Бетонска конструкција зграде није била само стилски избор. Услови подземља и близина Сене учинили су бетон неопходним. Хенри ван де Велде је био почетни архитекта, који је дао оставку када је постало јасно да су извођачи радова, браћа Пере, имали далеко дубље разумевање армиранобетонске конструкције од њега, иако Перетови нису били лиценцирани архитекти и имали су другог пројектанта, Рогера Боуварда, који потписује планове.
Зграда укључује спољашњи рељеф Антоана Бурдела, куполу Мориса Дениа, слике Едуара Вијара и Жаклин Марвал и сценску завесу Кер-Завијер Расел. У згради се налазе две мање сцене, позориште Comédie des Champs-Élysées theatre на трећем спрату и Studio des Champs-Élysées на петом спрату.

Зграда се сматра значајним делом модерне архитектуре, и од 1957. је историјски споменик Француске.
- Спољашњи погледи
- Фотографија зграде
- Улична фасада са рељефима Антоана Бурдела

- Скулптурални рељефи Антоана Бурдела
- Музе трче Аполону и Аполон током своје медитације

- Унутрашњост главне сале
- Поглед на гледалиште и сцену
- Позорница
- Плафон

Позориште је служило као локација за неколико филмова и музичких спотова.